# Antonio López Nieto
Antonio López Nieto (Malaga, 25 gennaio 1958) è un ex arbitro di calcio spagnolo.

## Carriera
Debuttò giovanissimo nella Liga spagnola nel 1988, e poco dopo venne promosso al rango di internazionale.
Diresse tre finali di Coppa UEFA (nel 1995, la finale di andata Parma-Juventus; nel 1998, a Parigi, Inter-Lazio; nel 2000, a Copenaghen, Galatasaray-Arsenal). 
Nell'edizione del campionato europeo di calcio 1996 ha arbitrato due partite, Rep. Ceca-Italia e il quarto di finale Francia-Paesi Bassi, in cui non concesse un calcio di rigore agli olandesi per un fallo di mano apparso volontario di Marcel Desailly, concedendo soltanto un calcio di punizione al limite dell'area di rigore.
Vanta una sola presenza ai Mondiali di calcio, nel 2002, dove diresse Camerun-Germania, partita in cui stabilì il primato di ammonizioni in una sola gara per quella competizione (16), record poi eguagliato dal russo Valentin Ivanov ai Mondiali di calcio 2006 in Portogallo-Paesi Bassi. 
Nel 1995 accusò i dirigenti della Dinamo Kiev di aver tentato di corromperlo prima del match di Coppa dei Campioni 1995-1996 contro il Panathīnaïkos, gara d'esordio del Gruppo A: per effetto di quella denuncia, l'UEFA decise di escludere per due anni la squadra ucraina dalle competizioni europee (in appello la squalifica venne ridotta ad un solo anno). 
Nel 2006, entrò in polemica con la Federazione iberica per il mancato pagamento di alcuni rimborsi agli arbitri di prima e seconda divisione, e come conseguenza il presidente degli arbitri spagnoli, Victoriano Sanchez Arminio, lo destituì dalla carica di membro della commissione designatrice della Liga.